# Reptile (Film)
Reptile ist ein Thriller von Grant Singer. Der Film begleitet den hartgesottenen Detective Nichols, der in New England arbeitet und den brutalen Mord an einer jungen Immobilienmaklerin untersucht. Die Weltpremiere erfolgte im September 2023 beim Toronto International Film Festival. 
Im September 2023 startete Reptile in den US-Kinos. Wenig später wurde der Kriminalfilm in das Programm von Netflix aufgenommen.

## Handlung
Will Grady und seine Freundin Summer Elswick sind beide als Immobilienmakler tätig. Eines Tages findet Will in einem ländlichen Haus in Maine, das er zum Verkauf anbietet, Summer brutal ermordet auf, nachdem sie es einem Interessenten gezeigt hat. Den Ermittlern Tom Nichols und Dan Cleary sagt Will, dass er Summer heiraten wollte, nachdem sie von ihrem Ehemann Sam Gifford geschieden worden wäre. Laut Überwachungskamera fuhr der Täter einen dunklen Chrysler Imperial mit charakteristischen Klappscheinwerfern und einer fehlenden Radkappe.
Nach Summers Beerdigung berichtet Will Grady gegenüber Tom Nichols davon, dass Eli Phillips einige Tage zuvor versuchte, sich Zutritt zum Haus seiner Mutter Camille Grady zu verschaffen. Es kommt ans Licht, dass Will Gradys Vater seinerzeit als Leiter des Immobilienunternehmens der Familie Grady unter zweifelhaften Umständen die Farm der Familie Phillips erworben hatte. Infolgedessen beging Eli Phillips Vater Selbstmord. Bis heute gibt Eli Phillips der Familie Grady die Schuld am Tod seines Vaters. Wenig überraschend für die Ermittler beschuldigt Eli Phillips nun Will Grady, seine Freundin Summer Elswick getötet zu haben.
Weitere Untersuchungen rücken Sam Gifford in den Fokus der Ermittlungen. Sein Sperma wird DNA-Analysen zufolge in der Getöteten gefunden. Zugleich gibt ein Freund des Paares an, Summer Elswick und Sam Gifford hätten sich weiterhin regelmäßig getroffen und einvernehmlich Sex gehabt. Als Tom Nichols daraufhin zusammen mit Dan Cleary mit einem Durchsuchungsbefehl zu Sam Gifford zurückkehrt, überwältigt dieser den Beamten Cleary und eröffnet mit dessen Waffe das Feuer auf die beiden Ermittler. Bei seinem Fluchtversuch wird er von Tom Nichols tödlich in den Rücken getroffen. Bei der anschließenden Durchsuchung seines Hauses werden 13 Kilogramm Heroin gefunden. Eines der Pakete, die das Rauschmittel enthalten, weist ein Einschussloch auf, das kurzerhand mit einem auffällig bunten Klebestreifen verschlossen wird.
Zwar wird offiziell erklärt, bei dem verstorbenen Sam Gifford handele es sich um den Mörder von Summer Elswick. Tom Nichols hegt indes Zweifel an dieser Darstellung des Sachverhalts. Eli Phillips sucht nachts das Grundstück der Nichols auf, wird mit vorgehaltener Waffe von Toms Frau Judy Nichols gestellt und schließlich unter wortgewaltigem Protest von Tom Nichols Kollegen abgeführt. Auf dem Gartenstuhl, auf dem Eli Phillips von Tom Nichols zwischenzeitlich festgesetzt wurde, findet dieser einen zurückgelassenen USB-Stick. Dieser enthält Beweise dafür, dass Summer Elswick in Machenschaften der Gradys zum Waschen von Drogengeldern verwickelt worden war. Die Gradys hatten wiederholt Drogen in zum Verkauf stehenden Häusern deponiert, um diese Häuser günstiger erwerben zu können, nachdem die Drogen gefunden und die Immobilien beschlagnahmt worden waren. Hierzu verwendeten sie die Briefkastenfirma namens White Fish. Summer Elswick wurde für die Gradys zur Gefahr, als sie die DEA kontaktierte, um die Verbrechen der Gradys zu melden. Sie hatte sich bewusst dafür entschieden, nicht die örtliche Polizei hinzuzuziehen, weil sie Verstrickungen dieser in die Geschäfte der Gradys befürchtete. Nichols sieht in den Fernsehnachrichten, dass nach einem Verkehrsunfall 13 Kilogramm Heroin sichergestellt wurden, von denen ein Paket mit einem auffällig bunten Klebestreifen verschlossen ist, das er aus dem Besitz von Sam Gifford wiedererkennt, sich aber in der Asservatenkammer befinden müsste.
Über ein gemeinsam mit White Fish genutztes Postfach des privaten Sicherheitsunternehmens Active Duty Consulting, das von dem Polizisten Wally Finn geleitet wird, gerät dieser nun ebenfalls ins Visier von Nichols Ermittlungen. Derweil dringt Will Grady in das Haus von Eli Phillips ein, um von diesem den Datenträger zurückzufordern, den Phillips aus den Büroräumen der Gradys entwendet habe.
Captain Robert Allen, Toms Vorgesetzter und Judys Onkel, feiert seinen Geburtstag mit Familie und Kollegen. Die Stimmung ist angespannt, denn Wally Finn fürchtet, Tom Nichols sei ihm bereits auf der Spur. Tom will den Captain über die Geldwäsche der Gradys sowie Wallys Rolle beim Mord an Summer Elswick informieren und den Datenträger übergeben, wird jedoch von Wally Finn unterbrochen. In der Garage des Gastgebers findet Tom unter einer Plane einen umlackierten Chrysler Imperial. Sein Vorgesetzter erklärt, er stelle den Wagen lediglich für einen Freund in seiner Garage unter und beschwört Nichols, es dabei zu belassen.
Auf der Rückfahrt werden Tom und Judy von einer Polizeistreife kontrolliert und bis zu ihrem Haus eskortiert. Spätestens nach dieser Begegnung, die Tom seinem Vorgesetzten zuschreibt, ist er um die eigene Sicherheit und die seiner Frau besorgt, so dass er entscheidet, außer Haus zu nächtigen. Telefonisch bittet Allen darum, Tom Nichols möge ihn am folgenden Tag aufsuchen, damit sie die Angelegenheit hinter sich lassen können. Nichols geht darauf ein. Zuvor übergibt er den USB-Stick mit dem gespeicherten Beweismaterial an seinen Polizeichef Marty Graeber. Zusammen begeben sie sich zu Allens Haus. Unmittelbar nach dem Empfang sucht Marty Graeber das Bad auf. Außer Hörweite fleht Allen seinen Detective Nichols an, sein Haus zu verlassen, um zumindest sein eigenes Leben zu retten. Als Allen den oberen Treppenabsatz erreicht, fällt ein Schuss, der ihn tödlich trifft. Tom Nichols stellt seinen Polizeichef, als dieser die Tür des Badezimmers öffnet. Als Marty Graeber nach seiner Waffe greift, ist es Tom Nichols, der schneller zieht und tödlich trifft. Als er dann aus dem Badezimmer hinaus schaut, sieht er wie Wally Finn, der zuvor Robert Allen erschossen hat, bereits mit gezogener Waffe auf ihn wartet. Nichols trifft Finn so, dass dieser zu Boden geht und unter Schmerzen erklärt, seine Beine nicht mehr zu spüren. Durch Finns Schuss hat sich Nichols eine Fleischwunde an der Hand zugezogen. Er informiert die Behörden über den Schusswechsel, die Toten und den Verletzten in Allens Haus.
Zuhause angekommen, ist ihm seine Frau Judy behilflich, seine Hand mit Paraffinwachs zur besseren Heilung zu versorgen.
Auf dem Golfplatz wird Will Grady von Bundesbeamten des FBI verhaftet.

## Produktion
Es handelt sich bei Reptile um das Regiedebüt des eigentlichen Musikvideoregisseurs Grant Singer, der gemeinsam mit Benjamin Brewer und Benicio del Toro auch das Drehbuch schrieb. Del Toro spielt zudem in der Hauptrolle den Detective Nichols.
Die Dreharbeiten wurden Mitte September 2021 in Atlanta begonnen und Mitte November 2021 beendet. Als Kameramann fungierte Mike Gioulakis, der für mehrere Filme von M. Night Shyamalan tätig war und auch mit Jordan Peele zusammenarbeitete. 
Die Filmmusik komponierte Yair Elazar Glotman. Das Soundtrack-Album mit insgesamt 20 Musikstücken wurden am 29. September 2022 von Netflix Music als Download veröffentlicht.
Für den Filmtitel Reptile entschied sich Singer eigener Aussage bereits zu Beginn des Produktionsprozesses: „Ich liebe plakative Ein-Wort-Titel […] wie ‚Heat‘ und ‚Casino‘. Als mir dieser Titel einfiel, erinnerte er mich an keinen anderen Film.“ Weiter erläuterte Singer, dass mehrere Figuren erst im Verlauf der Handlung ihren wahren Charakter enthüllten. Bezugnehmend auf die letzten Filmminuten erklärt Singer: „Es gibt eine Häutung, die stattfindet, und das fühlte sich wie eine passende Metapher für den Film an. Einige der unethischsten Menschen im Film können in manchen Momenten sehr sympathisch sein.“
Die Weltpremiere von Reptile fand am 8. September 2023 beim Toronto International Film Festival statt. Am 22. September 2023 kam der Film in die US-Kinos und wenig später in das Programm von Netflix.

## Synchronisation
Die deutschsprachige Synchronisation entstand bei FFS Film- & Fernseh-Synchron nach dem Dialogbuch von Madelaine Schulze und unter der Dialogregie von Ozan Ünal.
| Darsteller               | Sprecher            | Rolle               |
| ------------------------ | ------------------- | ------------------- |
| Benicio Del Toro         | Torsten Michaelis   | Tom Nichols         |
| Justin Timberlake        | Robin Kahnmeyer     | Will Grady          |
| Deena Beasley            | Agnes Hilpert       | Blair               |
| Frances Fisher           | Liane Rudolph       | Camille Grady       |
| Kathryn Boyd Brolin      | Johanna Thoring     | Cassandra           |
| Mike Pniewski            | Uwe Büschken        | Chief Marty Graeber |
| Eric Bogosian            | Charles Rettinghaus | Cpt. Robert Allen   |
| Ato Essandoh             | Sascha Rotermund    | Dan Cleary          |
| Catherine Dyer           | Isabelle Höpfner    | Deena Allen         |
| Monique Grant            | Harriet Kracht      | Dr. Boone           |
| Michael Pitt             | Nico Sablik         | Eli Phillips        |
| Alicia Silverstone       | Bianca Krahl        | Judy Nichols        |
| JC Capone                | Jan Andreesen       | Paul                |
| Thad Luckinbill          | Karlo Hackenberger  | Peter               |
| Sky Ferreira             | Alice Bauer         | Renee               |
| Karl Glusman             | Nicolás Artajo      | Sam Gifford         |
| Matilda Anna Ingrid Lutz | Lydia Morgenstern   | Summer Elswick      |
| Michael Beasley          | Peter Sura          | Victor              |
| Domenick Lombardozzi     | Michael Iwannek     | Wally Finn          |
|                          | Anke Hillenbrand    | Brenda              |

## Rezeption
Basierend auf der Auswertung von 84 Kritiken weist Rotten Tomatoes Stand April 2025 eine Positivquote von lediglich 44 Prozent aus. Negativ gesehen wurden die überladene Geschichte und die teilweise schwer nachvollziehbare Erzählstruktur, was laut ermitteltem Kritikerkonsens durch die guten darstellerischen Leistungen nicht ausgeglichen werden konnte.
Das Lexikon des Internationalen Films vergab dem Film drei von fünf möglichen Sternen und beurteilte ihn als „ausufernd“ erzählt und als „mitunter disparat“ wirkend, jedoch komme er „als glänzend besetzte Charakterstudie ganz zu sich“.